# Баркі (Польща)
Баркі (пол. Barki) — село в Польщі, у гміні Циців Ленчинського повіту Люблінського воєводства.
Населення — 300 осіб (2011).
У 1975-1998 роках село належало до Холмського воєводства.

## Демографія
Демографічна структура станом на 31 березня 2011 року:
|          | Загалом | Допрацездатний вік | Працездатний вік | Постпрацездатний вік |
| -------- | ------- | ------------------ | ---------------- | -------------------- |
| Чоловіки | 149     | 35                 | 100              | 14                   |
| Жінки    | 151     | 34                 | 81               | 36                   |
| Разом    | 300     | 69                 | 181              | 50                   |